# Quan hệ đối tác công – tư
Quan hệ đối tác công – tư (PPP, 3P hay P3) là sự sắp xếp hợp tác giữa hai hoặc nhiều lĩnh vực công cộng và tư nhân, điển hình là bản chất lâu dài. Chính phủ đã sử dụng một sự pha trộn của nỗ lực công cộng và tư nhân trong suốt lịch sử.  Tuy nhiên, cuối thế kỷ 20 và đầu thế kỷ 21. Đã thấy một xu hướng rõ ràng đối với các chính phủ trên toàn cầu sử dụng nhiều hơn các thỏa thuận PPP khác nhau.
Không có sự nhất trí về cách xác định PPP. PPP có thể được hiểu cả về cơ chế quản trị và chơi chữ. Khi được hiểu là trò chơi ngôn ngữ hoặc thương hiệu, cụm từ PPP có thể bao gồm hàng trăm loại hợp đồng dài hạn khác nhau với nhiều phân bổ rủi ro, sắp xếp tài trợ và yêu cầu minh bạch. Và với tư cách là một thương hiệu, khái niệm PPP cũng liên quan chặt chẽ đến các khái niệm như tư nhân hóa và hợp đồng ra khỏi các dịch vụ của chính phủ. Khi được hiểu như một cơ chế quản trị, khái niệm PPP bao gồm ít nhất năm gia đình có khả năng sắp xếp, một trong số đó là hợp đồng cơ sở hạ tầng dài hạn trong mô hình Sáng kiến Tài chính Tư nhân của Anh (PFI).  Các loại sắp xếp đặc biệt đã được ưu tiên ở các quốc gia khác nhau vào những thời điểm khác nhau.
Cơ sở hạ tầng PPP là một hiện tượng có thể được hiểu ở năm cấp độ khác nhau: như một dự án hoặc hoạt động cụ thể, như một hình thức phân phối dự án, như một tuyên bố về chính sách của chính phủ, như một công cụ của chính phủ, hoặc như một hiện tượng văn hóa rộng lớn hơn. Các ngành khác nhau thường nhấn mạnh các khía cạnh khác nhau của hiện tượng PPP. Các ngành kỹ thuật và kinh tế chủ yếu tập trung vào chức năng, tập trung vào các vấn đề như phân phối dự án và giá trị tương đối (VfM) so với các cách truyền thống để cung cấp các dự án cơ sở hạ tầng lớn. Ngược lại, các nhà quản lý công cộng và các nhà khoa học chính trị có xu hướng xem PPP nhiều hơn như một thương hiệu chính sách, và như một công cụ hữu ích cho các chính phủ để đạt được mục tiêu của họ.
Các chủ đề chung của PPP là chia sẻ rủi ro và phát triển các mối quan hệ sáng tạo, lâu dài giữa khu vực công và tư nhân. Việc sử dụng tài chính tư nhân là một khía cạnh quan trọng khác của nhiều PPP, đặc biệt là những ảnh hưởng của mô hình PFI của Anh, mặc dù khía cạnh này đã suy yếu kể từ cuộc khủng hoảng tài chính toàn cầu năm 2008. Hiện tượng PPP đã gây tranh cãi. Việc thiếu một sự hiểu biết chung về những gì PPP đang làm cho quá trình đánh giá liệu PPP có phức tạp thành công hay không. Ví dụ, bằng chứng về hiệu suất PPP về VfM và hiệu quả là hỗn hợp và thường không có sẵn.
Theo Weimer và Vining, "A P3 thường liên quan đến tài chính, xây dựng hoặc quản lý dự án để trả lại luồng thanh toán được hứa hẹn trực tiếp từ chính phủ hoặc gián tiếp từ người dùng trong suốt thời gian dự kiến của dự án hoặc một khoảng thời gian cụ thể khác thời gian ". Bởi vì P3s chịu trách nhiệm trực tiếp cho một loạt các hoạt động, như được chỉ ra bởi Weimer và Vining, P3s có thể phát triển thành độc quyền thúc đẩy bởi hành vi tìm kiếm tiền thuê nhà.

## Hợp đồng cơ sở hạ tầng dài hạn
PPP thường liên quan đến một hợp đồng giữa một cơ quan nhà nước và một bên tư nhân, trong đó bên tư nhân cung cấp một dịch vụ công cộng hoặc dự án và giả định rủi ro tài chính, kỹ thuật và hoạt động đáng kể trong dự án. Trong một số loại hình PPP, chi phí sử dụng dịch vụ này chỉ do người sử dụng dịch vụ chịu trách nhiệm và không phải do người nộp thuế. Trong các loại khác (đặc biệt là PFI), vốn đầu tư được thực hiện bởi khu vực tư nhân trên cơ sở hợp đồng với chính phủ để cung cấp dịch vụ đồng ý và chi phí cung cấp dịch vụ này do chính phủ gánh chịu toàn bộ hoặc một phần. Đóng góp của chính phủ cho PPP cũng có thể bằng hiện vật (đặc biệt là việc chuyển giao tài sản hiện có). Trong các dự án nhằm mục đích tạo ra hàng hóa công cộng như trong lĩnh vực cơ sở hạ tầng, chính phủ có thể cung cấp một khoản trợ cấp vốn dưới dạng trợ cấp một lần, để làm cho dự án trở nên khả thi về mặt kinh tế. Trong một số trường hợp khác, chính phủ có thể hỗ trợ dự án bằng cách cung cấp trợ cấp doanh thu, bao gồm các khoản giảm thuế hoặc doanh thu hàng năm được đảm bảo trong một khoảng thời gian cố định. Trong mọi trường hợp, các quan hệ đối tác bao gồm việc chuyển giao các rủi ro đáng kể cho khu vực tư nhân, nói chung một cách tích hợp và toàn diện, giảm thiểu các giao diện cho thực thể công. Phân bổ rủi ro tối ưu là bộ tạo giá trị chính cho mô hình cung cấp dịch vụ công.